# Iretama
Iretama é um município brasileiro do estado do Paraná.

## Toponímia
A denominação em língua tupi que significa "terra do mel". O nome foi criação original ocorrida em tempos modernos, não provindo diretamente da época em que o tupi era falado.

## História
Entre os anos de 1947 a 1950 deu-se o início do grande ciclo colonizador no Estado do Paraná. O café foi instituído como a principal fonte econômica, e consequentemente deu-se o surgimento de grande número de cidades paranaenses. Em 1950 o empresário da cafeicultura Jayme Watt Longo estava estabelecido na capital de São Paulo com a empresa JOMA. Corria o ano de 1951, em Apucarana Jayme, negociava café com os demais sócios quando foi procurado por um corretor propondo-lhes negociação de terras. Não se interessava por terras; seu interesse era somente o café. Numa noite entretanto, teve um sonho, e no sonho uma visão: estava sobrevoando a gleba oferecida. No centro da selva surgia um povoado para o qual afluía gente de todas as partes do país. Viu que as terras eram férteis, de excepcional qualidade. Repletas de pinheirais e outras madeiras, além da beleza natural, rios e montanhas.
Movido pela curiosidade, na primeira oportunidade veio sobrevoar a região. Constatou pessoalmente que seu sonho correspondia a realidade. Entusiasmado foi ao Governo do Estado em Curitiba e adquiriu a referida Gleba, com a extensão de 32.000 alqueires. Uma semana após iniciou a titulação e foi a partir da visão em seu sonho, que Jayme deu o nome de Iretama para a localidade que surgia.
Jayme percebeu que a topografia das terras: montanhosas e quebradas eram semelhantes às de Minas Gerais, e tratou logo de fazer a divulgação de vendas nas alterosas. A estratégia deu certo. Assim é que a maior parte da população iretamense é composta por mineiros. Para atrair ainda mais o fluxo de mineiros que chegavam à região, providenciou a abertura de uma estrada em direção ao Norte (via Paraíso do Sul) e Barbosa Ferraz. O trabalho de demarcações de lotes urbanos e rurais, bem como traçado urbano do patrimônio foi efetuado por engenheiros.
Um ano depois, já contava com diversas casas residenciais e os estabelecimentos comerciais de Wassilio, Napoleão e Oscar.
Em 30 de agosto de 1954 foi constituída a ata de fundação da cidade de Iretama. A solenidade contou com a presença de autoridades entre os quais; Hércules de Macedo Rocha, Juiz de Direito e José Almeida Dutra, Promotor Público da Comarca de Campo Mourão, Daniel Portela, na época prefeito municipal de C. Mourão. Grande número de moradores se fizeram presente, entre os quais: Francisco Ruiz (Procurador Geral de Jayme Watt Longo), Euclides Pepino, Manoel Proença, Walter Pepino,Vicente Correa, Zé Caqui, Isidoro Padilha e outros.
Em 1954 Iretama já demonstrava aspectos de uma cidade em franco desenvolvimento. Paralelo ao progresso e desenvolvimento urbano, despontava com lavouras cafeeiras, cereais, principalmente o milho, como forças propulsoras da economia.
A primeira conquista no campo político foi a elevação a Distrito Administrativo em 3 de maio de 1955. De acordo com a Lei n. 2.472 Iretama passou a essa categoria pertencendo ao município de Campo Mourão.
Nessa época passou a contar na Câmara Municipal de Vereadores de Campo Mourão com seus representantes, os senhores: Wassilio Mamus e Napoleão Batista Sobrinho.
No ano de 1956, mais precisamente no dia 1 de outubro foi criada a Paróquia de Santa Rosa de Lima através de Decreto do Segundo Prelado de Foz de Iguaçu, D. Manoel Koenner, da Congregação do Verbo Divino. Nesse mesmo decreto foi nomeado o primeiro pároco, o saudoso Padre Pedro Poletto que atuou de 1957 a 1968.
Iretama com sua pujança e progresso acentuado em todos os setores, fazia por merecer sua elevação a município.
E foi através de iniciativa de Luiz Carlos Renzetti, que nasceu a ideia da emancipação. Renzetti havia vindo de Curitiba onde contava com amizades de grande influencia na política. Reuniu moradores locais e explanou os benefícios da emancipação. Contou com ajuda de Francisco Ruiz e do Padre Poletto. Viajou para Curitiba em um Jeep dirigido por Delfino Apólio de Araújo e encaminhou as reivindicações e documentações exigidas ao seu particular amigo o Deputado Guataçara Borba Carneiro que providenciou a inclusão de Iretama no projeto de Emancipação de diversos municípios de autoria do Deputado Estadual Anybal Cury. A emancipação de Iretama foi aprovada e para tanto contou com a valiosa participação do Deputado Acyoli Filho. Através do Decreto Lei 4.245, Iretama foi elevada a município no dia 25 de julho de 1960.
A nomeação do prefeito interino recaiu na pessoa de Francisco Ruiz, um dos baluartes do progresso e que desde 1950 passou a ocupar o cargo de Procurador Geral da empresa colonizadora de Jayme Watt Longo.
A comissão que concretizou a posse do prefeito nomeado ficou constituída pelos senhores: Erotides Manoel de Matos, Wassilio Mamus, Napoleão Batista Sobrinho, Joaquim Correa Gonçalves e Luiz Carlos Renzetti, sendo este o redator da Ata. Francisco Ruiz foi empossado em ato solene no dia 27/7/1960.
A instalação solene do município ocorreu no dia 10 de novembro de 1961, com a posse do primeiro prefeito eleito José Sarmento Filho. Nessa data também ocorreu a posse dos componentes da primeira Câmara Municipal de Vereadores constituída por: Wassilio Mamus, Euclides Pepino, Francisco de Paula Arantes, Eduardo de Alencar Mota, Domingos Morini, Ovidio Calegari, Alfredo Maceron, Luiz Carlos Renzetti e Braz Inácio Rezende.

## Geografia
Possui uma área é de 570,459 km² representando 0,2862 % do estado, 0,1012  % da região e 0,0067 % de todo o território brasileiro. Localiza-se a uma latitude 24°25'26" sul e a uma longitude 52°06'21" oeste, estando a uma altitude de 595 m. Sua população estimada em 2010 era de 10.602 habitantes.

### Demografia
Dados do Censo - 2010
População total: 17.621
- Urbana: 11.500
- Rural: 6.121
- Homens: 8.806
- Mulheres: 7.529

Índice de Desenvolvimento Humano (IDH-M): 0,699
- IDH-M Renda: 0,620
- IDH-M Longevidade: 0,706
- IDH-M Educação: 0,772

### Rodovias
- BR-487
- BR-239

## Administração
- Prefeito: Same Saab (2021/2024)
- Vice-prefeito: Pedro Bodnar
- Presidente da câmara:  Josiele Souza

## Economia
A pujança econômica de Iretama tem como base a agricultura na qual se destacam excelentes produções de algodão, milho, feijão, café, arroz, soja e outras. Vale ressaltar a importância pecuária na economia do município que conta com grande rebanho bovino.